# 신아일보
신아일보(新亞日報)는 1965년 창간된 대한민국의 종합일간지였다. 1980년 언론 통폐합으로 인하여 80년 11월 25일자 지령 4806호를 끝으로 경향신문으로 흡수합병에 의해 통폐합(폐업)당하였다. 
현재의 신아일보는 2001년에 창간한 신한일보가 2003년 6월 8일에 제호를 바꿔 재창간한 것이다.

## 관련 문화재
- 서울 구 신아일보 별관 - 서울 중구 정동길 33 (대한민국 등록문화재 제402호, 2008.8.27 지정)